# Manfred Kerklau
Manfred Kerklau (* 1958 in Everswinkel) ist ein deutscher Theaterleiter, -schauspieler, -regisseur und -pädagoge.
Kerklau studierte Ende der 1970er Jahre Psychologie an der Westfälische Wilhelms-Universität Münster. Über Workshops kam er mit der Straßentheatergruppe Living-Gruppe in Kontakt. Nach Gründung der Theaterinitiative Münster war er aktiv beim Aufbau des Theaters im Pumpenhaus. Er leistete dort nach der Eröffnung 1985 seinen Zivildienst und war bis 1998 als Schauspieler, Projektleiter und Vorstandsmitglied aktiv.
1995 gründete er das Theater-Produktionslevel MA¤KE, das er als verantwortlicher Regisseur und Produzent leitet. Daneben übernahm er mit Paula Artkamp die Leitung und Regie des Theater Sycorax, eines integrativen Theaters für Menschen mit psychischer Erkrankung, und die künstlerische Leitung des Theaters Saurüssel sowie 2006 mit Annette Knauf des Schrägstrichtheaters, das sich der inklusiven Arbeit mit Menschen mit unterschiedlichen Behinderungen widmet.